# 日産・ブロアム
ブロアム（Brougham）とは、日産自動車がかつてセドリック/グロリア、およびブルーバードシルフィ（現・シルフィ）にそれぞれ設定されていたグレード名である。
セドリック/グロリアの330型より追加設定されて、430、Y30型では同車の中で上級にあたるグレード名として設定され、Y31型、Y32型、Y33型ではスポーティーな走行性能に重点を置いた「グランツーリスモ」に対して、高級感を求める保守的ユーザー向けの「ブロアム」が設定されていた。
Y34型以降は、それまでの「グランツーリスモ」のコンセプトをグロリアが、「ブロアム」のコンセプトはセドリックが担う事となり、「ブロアム」のグレード名は継続生産されていたY31型セドリック/グロリアセダンのみとなった。
またY30前期型の途中から追加設定されY33型まで存在していた「ブロアム」シリーズの最高級グレードの「ブロアムVIP」では、全席パワーシート、6スピーカー、エアサスなどが装備されていた。
2005年12月21日にフルモデルチェンジした2代目ブルーバードシルフィで、高級志向の法人向けグレードとして「ブロアム」が復活したが、MC時に廃止された。